# Округ Сагино (Мичиген)
Округ Сагино (енгл. Saginaw County) је округ у америчкој савезној држави Мичиген.

## Демографија
По попису из 2010. године број становника је 200.169, што је 9.87 (-4,7%) становника мање него 2000. године.
| Група             | 2000.           | 2010.           |
| Белци             | 151.977 (72,4%) | 141.187 (70,5%) |
| Афроамериканци    | 39.112 (18,6%)  | 38.114 (19,0%)  |
| Азијати           | 1.671 (0,8%)    | 2.108 (1,1%)    |
| Хиспаноамериканци | 14.075 (6,7%)   | 15.573 (7,8%)   |
| Укупно            | 210.039         | 200.169         |